# Инна Иванова
Инна Владимирова Иванова е българска плувкиня, предприемачка. Народен представител в XLVII народно събрание от „Продължаваме промяната“.

## Биография
Иванова е родена в град Русе, Народна република България на 23 юни 1983 г. Има 57 републикански медала в плуването, взима участие в много балкански и международни турнири (9 купи и 8 медала). А през 1999 г. става световен шампион по биатъл за девойки до 16 години в Монако.
През 2011 г. Инна завършва ESERP-MBA в Барселона, а преди това ESMA „Escuels Superior de Marketing“ в Барселона и бизнес администрация в Международния университет в Монако. През 2013 г. Иванова става част от управителният съвет на Плувен клуб „Локомотив“ – Русе.
На парламентарните избори през ноември 2021 г. като кандидат за народен представител е водач в листата на „Продължаваме промяната“ за 12 МИР Монтана, откъдето е избрана.